# The Mark, Tom, and Travis Show (The Enema Strikes Back!)
The Mark, Tom, and Travis Show (The Enema Strikes Back!) — перший і поки єдиний «живий» альбом американського поп-панк гурта Blink 182. Вийшов на лейблі MCA Records 7 листопада 2000 року. Альбом включає пісні з попередніх трьох альбомів: Cheshire Cat, Dude Ranch, Enema of the State з переважним фокусом на останній, адже саме у цей період гурт перебував у концертному турі для підтримки цього альбому.
Man Overboard єдиний трек, який був записаний у студії (попередньо він повинен був увійти у альбом Enema of the State). The Mark, Tom, and Travis Show (The Enema Strikes Back!) вийшов обмеженим накладом, тому він є досить цінним для шанувальників гурту та знайти оригінальний диск досить складно. Альбом отримав посередні відгуки професійних критиків.
Тільки 1 мільйон копій було надруковано для релізу альбому. У липні 2006 року альбом можна було знайти у продажу у мережі магазинів HMV Group. У січні 2007 року в Австралії у продажу було лише три копії альбому у мережі магазинів JB Hi-Fi в оригінальній упаковці та з оригінальним стікером. Декілька копій диску можна замовити у скандинавському Інтернет-магазині CDON. У 2005 році альбом додавався до корейської Deluxe-версії збірки хітів гурту Greatest Hits.

## Список пісень
Автор музики і слів Blink-182. 
| The Mark, Tom, and Travis Show (The Enema Strikes Back!) | The Mark, Tom, and Travis Show (The Enema Strikes Back!) | The Mark, Tom, and Travis Show (The Enema Strikes Back!) |
| #                                                        | Назва                                                    | Тривалість                                               |
| -------------------------------------------------------- | -------------------------------------------------------- | -------------------------------------------------------- |
| 1.                                                       | «Dumpweed»                                               | 2:53                                                     |
| 2.                                                       | «Don't Leave Me»                                         | 2:38                                                     |
| 3.                                                       | «Aliens Exist»                                           | 3:43                                                     |
| 4.                                                       | «Family Reunion»                                         | 0:51                                                     |
| 5.                                                       | «Going Away to College»                                  | 3:40                                                     |
| 6.                                                       | «What's My Age Again?»                                   | 3:18                                                     |
| 7.                                                       | «Rich Lips»                                              | 3:35                                                     |
| 8.                                                       | «Blew Job»                                               | 0:41                                                     |
| 9.                                                       | «Untitled»                                               | 3:07                                                     |
| 10.                                                      | «Voyeur»                                                 | 3:28                                                     |
| 11.                                                      | «Pathetic»                                               | 2:51                                                     |
| 12.                                                      | «Adam's Song»                                            | 4:35                                                     |
| 13.                                                      | «Peggy Sue»                                              | 3:47                                                     |
| 14.                                                      | «Wendy Clear»                                            | 4:09                                                     |
| 15.                                                      | «Carousel»                                               | 3:38                                                     |
| 16.                                                      | «All the Small Things»                                   | 3:35                                                     |
| 17.                                                      | «Mutt»                                                   | 3:39                                                     |
| 18.                                                      | «The Country Song»                                       | 1:00                                                     |
| 19.                                                      | «Dammit»                                                 | 3:05                                                     |
| 20.                                                      | «Man Overboard [Album Version]»                          | 2:46                                                     |
| 71:52                                                    |                                                          |                                                          |

| Зховані треки | Зховані треки                   | Зховані треки |
| #             | Назва                           | Тривалість    |
| ------------- | ------------------------------- | ------------- |
| 21.           | «Start My Own Nudist Colony»    | 0:23          |
| 22.           | «Fuck Everybody Else»           | 0:38          |
| 23.           | «Say Some Dirty Words»          | 0:34          |
| 24.           | «I Like Your Hair»              | 0:09          |
| 25.           | «For All the Ladies...»         | 0:21          |
| 26.           | «Golf Tournament»               | 0:35          |
| 27.           | «A Note From Your Mom»          | 0:16          |
| 28.           | «What I Learned in Fifth Grade» | 0:07          |
| 29.           | «Fuck You Tom»                  | 0:18          |
| 30.           | «Smells Like Blood and Feces»   | 0:18          |
| 31.           | «Safe Sex»                      | 0:25          |
| 32.           | «The Most Special Kind of Love» | 0:27          |
| 33.           | «My Boner Just Died»            | 0:11          |
| 34.           | «Someone Lost a Contact Lens»   | 0:25          |
| 35.           | «I Gotta Go Pee-Pee»            | 0:33          |
| 36.           | «Hurt Kid»                      | 0:17          |
| 37.           | «I Wish I Took Bass Lessons»    | 0:19          |
| 38.           | «I Know a Guy»                  | 0:42          |
| 39.           | «Excuse Me, Security Guard»     | 0:22          |
| 40.           | «Mark's Middle Name»            | 0:10          |
| 41.           | «I Still Have to Go Pee»        | 0:10          |
| 42.           | «You Shave Your Ass!»           | 0:35          |
| 43.           | «We Need a New Guitarist»       | 0:17          |
| 44.           | «If I Were a Girl»              | 0:05          |
| 45.           | «Santa Will Rape Your Dogs»     | 0:14          |
| 46.           | «I'm Ashamed to Be Myself»      | 0:22          |
| 47.           | «Fuck Wiping!»                  | 0:18          |
| 48.           | «7-Up»                          | 0:06          |
| 49.           | «Last Words from Satan»         | 0:56          |

## Чарти
Альбом — Billboard (Північна Америка)
| Рік  | Чарт                  | Позиція |
| ---- | --------------------- | ------- |
| 2000 | Billboard 200         | 8       |
| 2000 | Canadian Albums Chart | 4       |
| 2000 | Top Internet Albums   | 16      |